# فرودگاه اکولا
فرودگاه اکولا (به انگلیسی: Akola Airport) (به زبان بومی: अकोला विमानतळ) یک فرودگاه همگانی با کد یاتا AKD است. این فرودگاه در شهر اکولا کشور هند قرار دارد و در ارتفاع ۳۰۴ متری از سطح دریا واقع شده‌است.